# 황금여명회

황금여명회(黃金黎明會, 영어: Hermetic Order of the Golden Dawn)는 19세기 말 영국에서 설립된 오컬트 결사이다.